# Ромашевський Погост
Рома́шевський Пого́ст (рос. Ромашевский Погост) — село у складі Тарногського району Вологодської області, Росія. Входить до складу Забірського сільського поселення.

## Населення
Населення — 104 особи (2010; 159 у 2002).
Національний склад (станом на 2002 рік):
- росіяни — 97 %